# Aeródromo de Opinaca
El Aeródromo de Opinaca (del inglés: Opinaca Aerodrome) (FAA LID: CPN8) está ubicado cerca al Río Eastmain, Quebec, Canadá. 

## Aerolíneas y destinos
- Air Creebec
  - Montreal / Aeropuerto Internacional de Montreal-Trudeau

## Enlaces relacionados
- Anexo:Aeropuertos de Canadá

- Datos: Q7098160